# A Republikanska futbołna grupa (1997/1998)
A Republikanska futbołna grupa (1997/1998) była 74. edycją najwyższej piłkarskiej klasy rozgrywkowej w Bułgarii. W rozgrywkach brało udział 16 zespołów. Tytułu nie obroniła drużyna CSKA Sofia. Nowym mistrzem Bułgarii został zespół Liteks Łowecz.

## Tabela końcowa
| 1.  | Liteks Łowecz        | 30 | 69 | 73 | 24 |
| 2.  | Lewski Sofia         | 30 | 64 | 73 | 27 |
| 3.  | CSKA Sofia           | 30 | 61 | 70 | 29 |
| 4.  | Neftochimik Burgas   | 30 | 55 | 62 | 31 |
| 5.  | Sławia Sofia         | 30 | 54 | 51 | 30 |
| 6.  | Lewski Kjustendił    | 30 | 46 | 45 | 40 |
| 7.  | Spartak Warna        | 30 | 42 | 42 | 36 |
| 8.  | Minior Pernik        | 30 | 41 | 32 | 35 |
| 9.  | Łokomotiw Sofia      | 30 | 39 | 42 | 40 |
| 10. | Metalurg Pernik      | 30 | 37 | 28 | 36 |
| 11. | Botew Płowdiw        | 30 | 36 | 35 | 48 |
| 12. | Dobrudża Dobricz     | 30 | 36 | 33 | 55 |
| 13. | Łokomotiw Płowdiw    | 30 | 36 | 31 | 58 |
| 14. | Olimpik Galata       | 30 | 35 | 26 | 50 |
| 15. | Spartak Plewen       | 30 | 21 | 32 | 75 |
| 16. | Etyr Wielkie Tyrnowo | 30 | 14 | 21 | 82 |

| Legenda:                  |
| Liga Mistrzów             |
| Puchar Zdobywców Pucharów |
| Puchar UEFA               |
| Puchar Intertoto          |
| spadek                    |

1 Liteks Łowecz zdobył mistrzostwo kraju jako beniaminek ligi.
2 Wyniki meczów 25. (Lewski Kjustendił – Liteks Łowecz 0:0) i 26. kolejki (Liteks Łowecz – Lewski Sofia 1:1) zostały anulowane i w ich miejsce przyznano walkowery odpowiednio 3:0 i 3:0 dla rywali Liteksu, który tym samym został ukarany za wystawienie do gry niezgłoszonego do rozgrywek Radostina Kisziszewa.
3 Przy równej liczbie punktów decydowały wyniki bezpośrednich meczów.
4 Trzy ostatnie zespoły spadły do II ligi, z której awansowały: Septemwri Sofia, Pirin Błagojewgrad i FK Szumen.

## FinałPucharu Bułgarii
- LEWSKI SOFIA – CSKA Sofia 5:0

## Królowie strzelców
- po 17 goli –
 Bonczo Genczew (CSKA Sofia)
 Anton Spasow (Neftochimik Burgas)